# San José (Barranca)
San José es una localidad peruana ubicada en el distrito de Supe Puerto, perteneciente a la provincia de Barranca del departamento de Lima, en la costa central del Perú. 

## Ubicación
San José se ubica al suroeste de la provincia de Barranca, en el distrito de Supe Puerto, en el departamento de Lima.

## Demografía
En 2017 San José tenía una población de 7 habitantes.